# 2MASS J10475385+2124234
2MASS J10475385+2124234 (сокращённо 2MASS J1047+21) — коричневый карлик спектрального класса T6,5 в созвездии Льва. Находится на расстоянии около 34 световых лет от Солнца. Первый коричневый карлик, у которого был определён диапазон возможных скоростей ветра.

## Открытие
2MASS J1047+21 был открыт в 1999 году вместе с восемью другими коричневыми карликами Адамом Дж. Бургассером и коллегами по данным обзора Two Micron All-Sky Survey (2MASS), проведёнными с 1997 года по 2001 год. Последующие наблюдения на 10-метровом телескопе Keck I проводились 27 мая 1999 и позволили обнаружить метан в инфракрасном спектре ближнего диапазона, что позволило отнести объект к спектральному классу T коричневых карликов.

### Методика
Скорость ветра напрямую выводится из регулярности, цикличности внешнего вида (регулярность видна в ультрафиолете), в том числе в радиодиапазоне. Радиоизлучение создаётся электронами, взаимодействующими с магнитным полем. Видимое и инфракрасное излучение помогают выявить процессы, происходящие в холодных газовых облаках на звезде.

## Расстояние
2MASS J1047+21 находится на расстоянии около 34 световых лет (10 парсеков) от Солнца.

## Характеристики

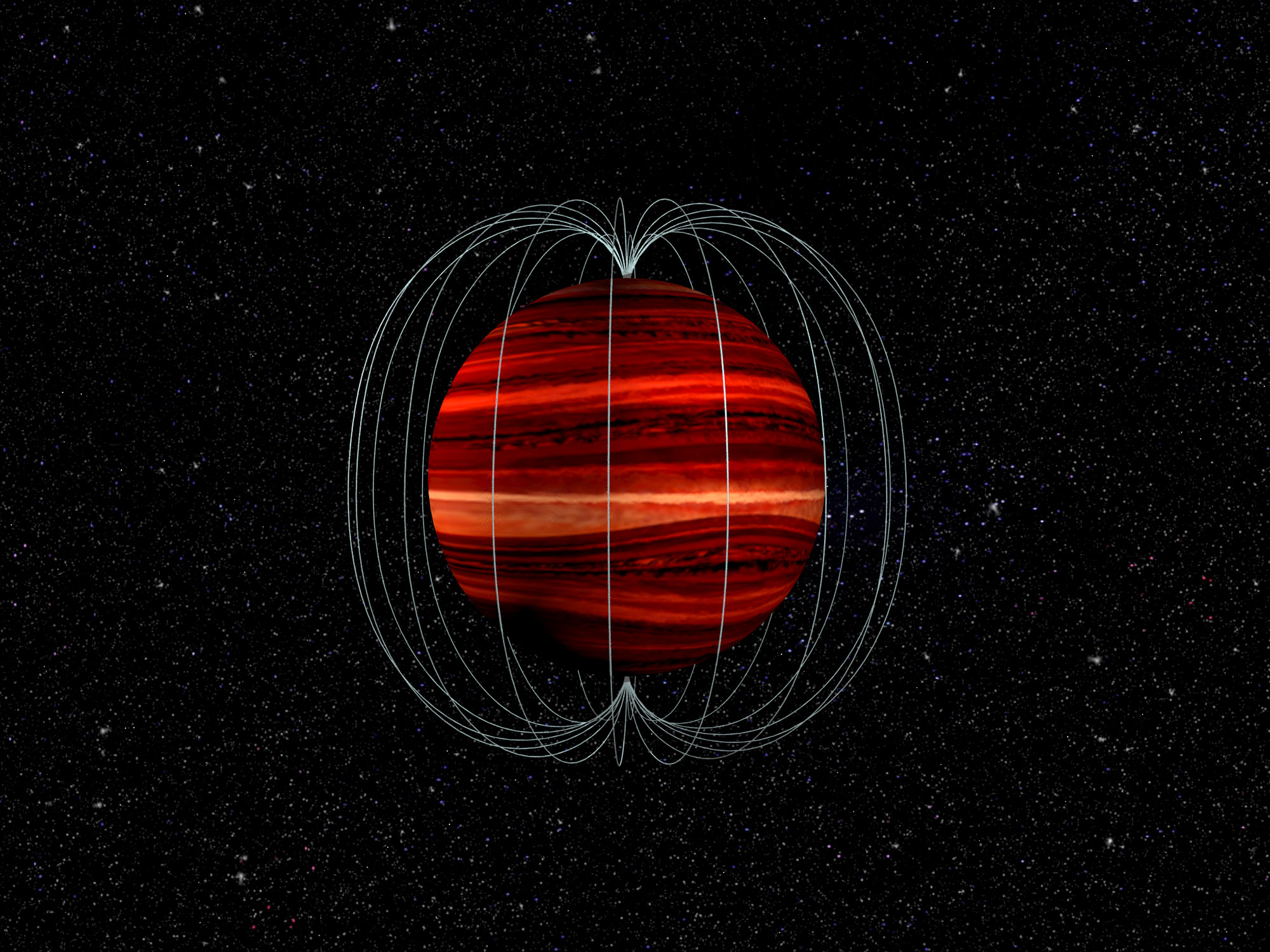
Коричневый карлик и его магнитное поле в представлении художника

2MASS J1047+21 является коричневым карликом спектрального класса T/

### Скорость ветра

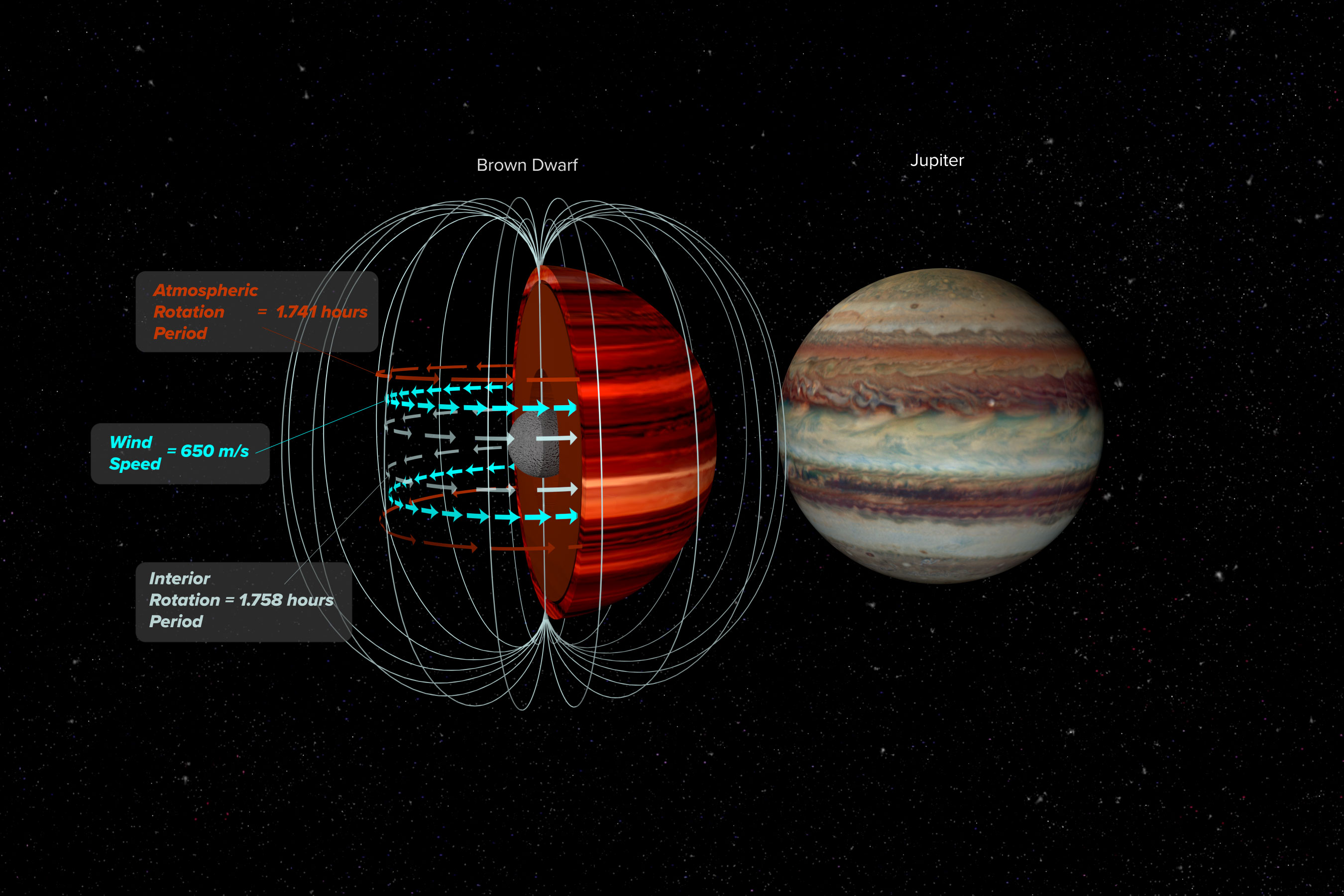
Внутренняя структура коричневого карлика в художественном представлении. Магнитное поле вращается со скоростью, отличной от скорости верхней части атмосферы.

Скорость ветра на 2MASS J1047+21 достигает 650 ± 310 м/с по данным телескопа by the Spitzer/